# (4784) 1984 DF1
(4784) 1984 DF1 (1984 DF1, 1982 VN7, 1990 QV8) — астероїд головного поясу, відкритий 28 лютого 1984 року.
Тіссеранів параметр щодо Юпітера — 3,366.